# Mercedes-Benz Classe GLB

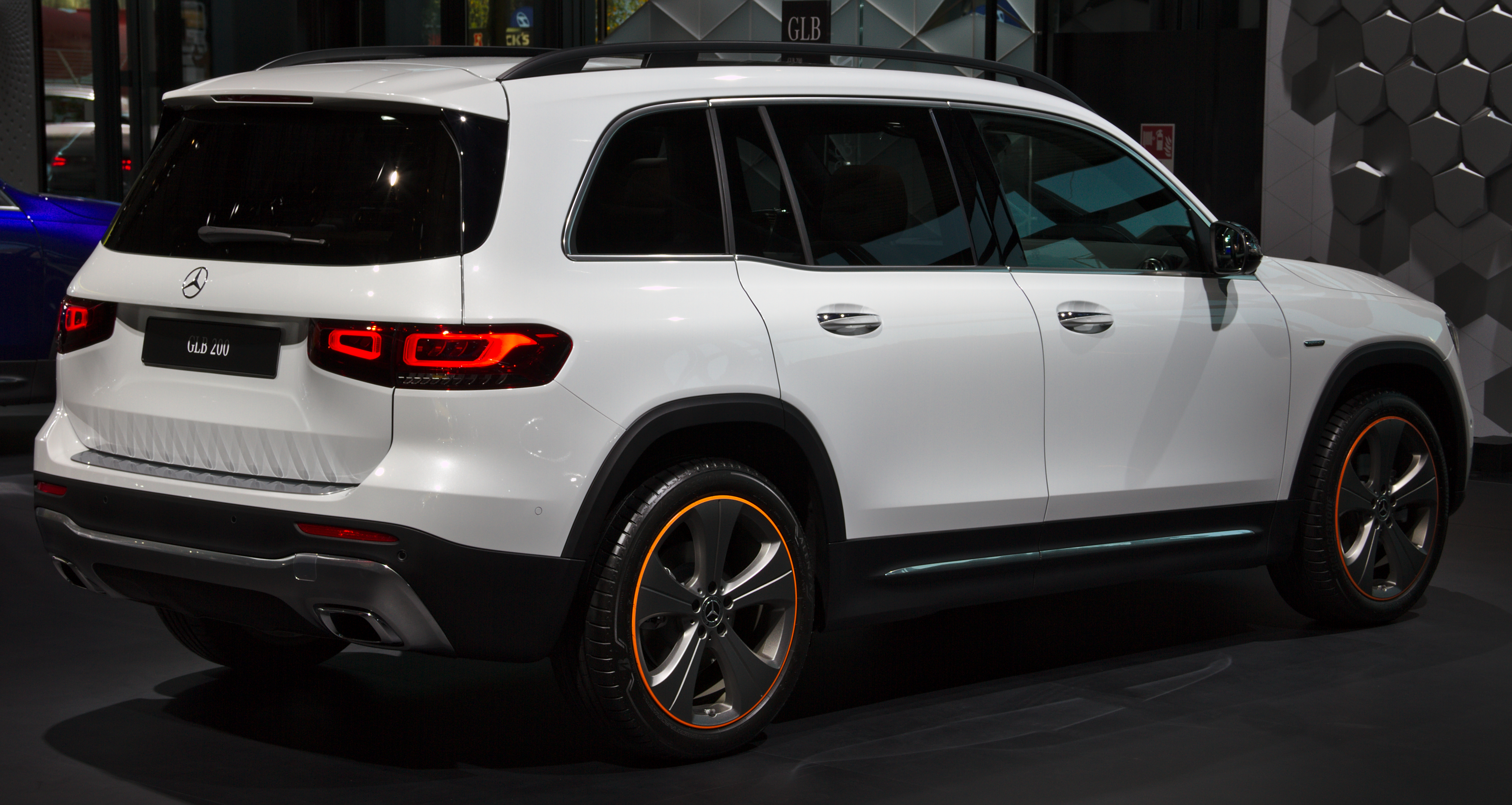
Vue de l'arrière.

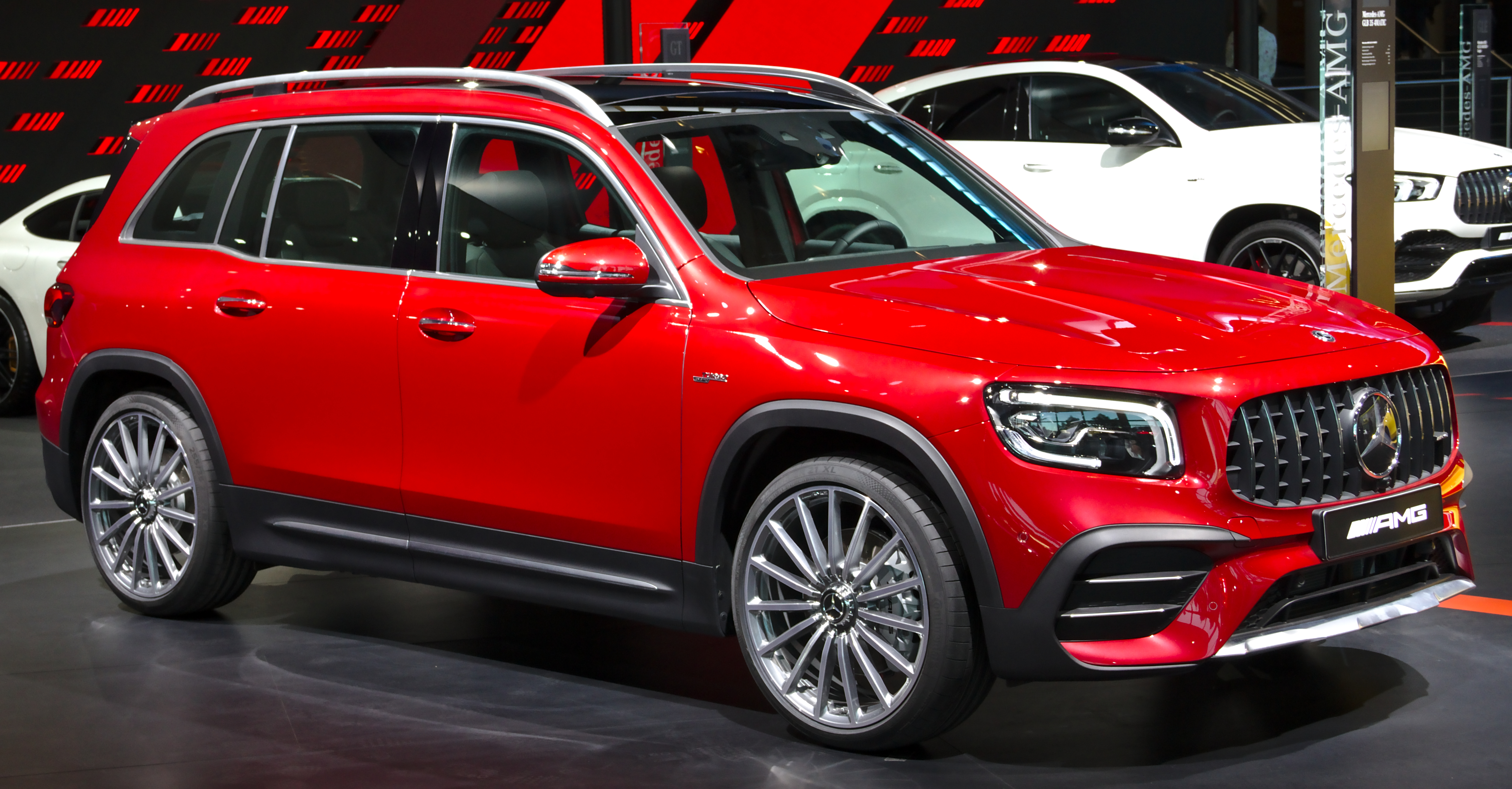
Mercedes-AMG GLB 35.

Le Mercedes-Benz Classe GLB est un SUV compact produit par le constructeur automobile allemand Mercedes-Benz depuis 2019.

## Présentation

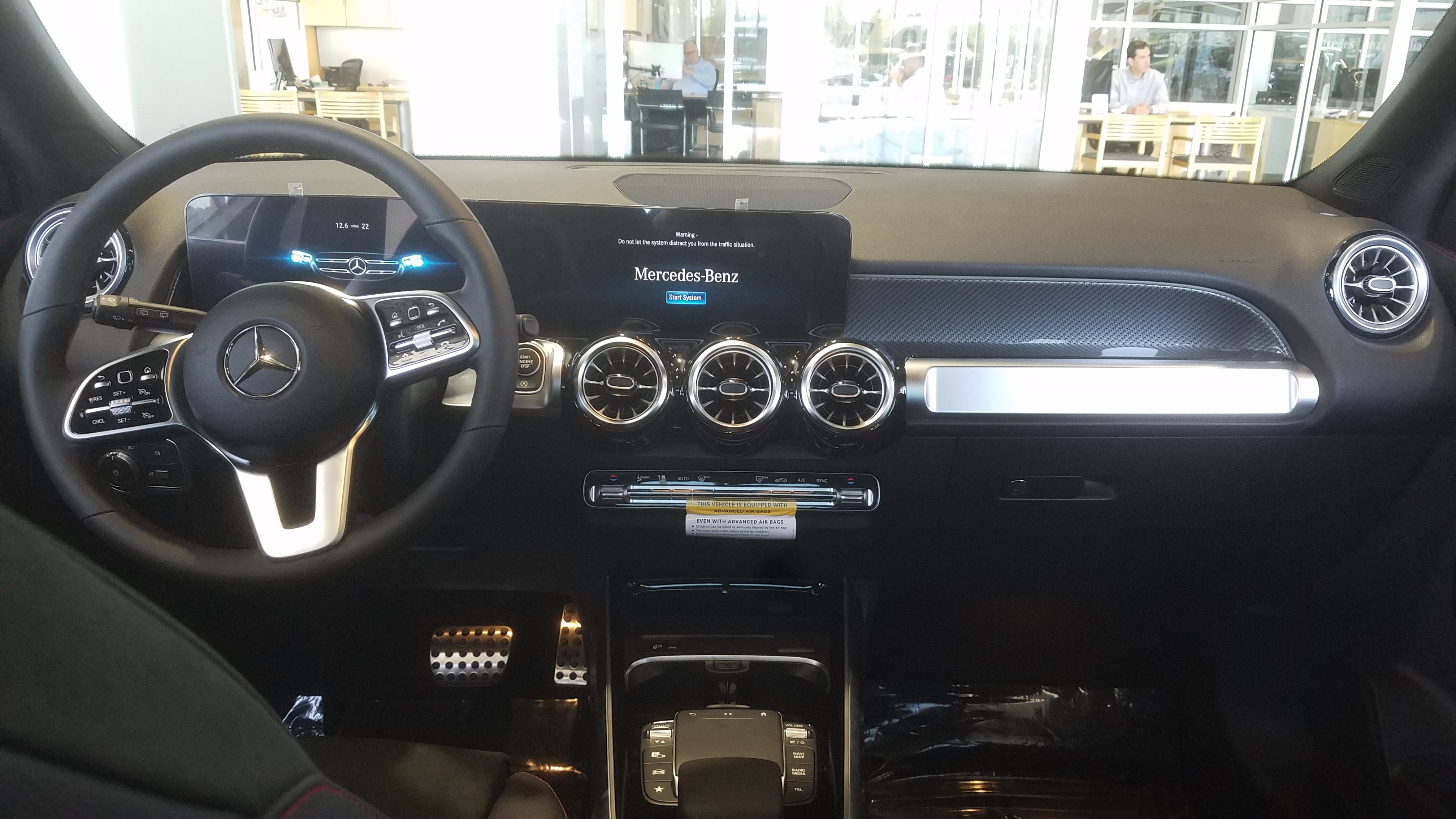
Vue de l’intérieur.

Le SUV GLB est présenté le 10 juin 2019. Il s'intercale entre le GLA et le GLC, et rejoint les autres SUV dans la gamme du constructeur à l'étoile que sont les GLE et GLS.

### Phase 2
Le restylage de la GLB est présenté le 16 mars 2023. Le SUV se dote d'une face avant remaniée avec une nouvelle signature lumineuse pour ses phares et feux arrière, une grille de calandre et un pare-chocs avant redessinés.

## Caractéristiques techniques
Le GLB bénéficie d'une banquette arrière coulissante et il est disponible en version 5 ou 7 places.

### Motorisations
Phase 1
| Logo de Mercedes-Benz        | Essence                         | Essence                         | Essence                         | Diesel                          | Diesel                          | Diesel                          |
| Logo de Mercedes-Benz        | GLB 200                         | GLB 250                         | GLB 35 AMG                      | GLB 200 d                       | GLB 200 d                       | GLB 220 d                       |
| ---------------------------- | ------------------------------- | ------------------------------- | ------------------------------- | ------------------------------- | ------------------------------- | ------------------------------- |
| Moteur                       | 4-cylindres en ligne essence    | 4-cylindres en ligne essence    | 4-cylindres en ligne essence    | 4-cylindres en ligne diesel     | 4-cylindres en ligne diesel     | 4-cylindres en ligne diesel     |
| Admission                    | Turbocompressé                  | Turbocompressé                  | Turbocompressé                  | Turbocompressé                  | Turbocompressé                  | Turbocompressé                  |
| Cylindrée (cm3)              | 1 332                           | 1 991                           | 1 991                           | 1 951                           | 1 951                           | 1 951                           |
| Puissance maximale (ch) [kW] | 163                             | 224                             | 306                             | 150                             | 150                             | 190                             |
| au régime de (tr/min)        | 5 500                           | 5 800                           |                                 | 3 400                           | 3 400                           | 3 800                           |
| Couple maximal (N m)         | 250                             | 350                             | 400                             | 320                             | 320                             | 400                             |
| au régime de (tr/min)        | 1 620                           | 1 800                           | 4 000                           | 1 400                           | 1 400                           | 1 600                           |
| Boîte de vitesses            | Automatique 7 rapports (7G-DCT) | Automatique 8 rapports (8G-DCT) | Automatique 8 rapports (8G-DCT) | Automatique 8 rapports (8G-DCT) | Automatique 8 rapports (8G-DCT) | Automatique 8 rapports (8G-DCT) |
| Transmission                 | Traction                        | Intégrale                       | Intégrale                       | Traction                        | Intégrale                       | Intégrale                       |
| Vitesse maximale (km/h)      | 207                             | 236                             | 204                             | 201                             | 217                             |                                 |
| 0-100 km/h (s)               | 9,1                             | 6,9                             | 5,2                             | 9,0                             | 9,3                             | 7,6                             |
| Consommation (L/100 km)      | 6,0                             | 7,2                             | 9,0                             | 9,3                             | 7,6                             |                                 |
| Émissions de CO2 (g/km)      | 137                             | 165                             | 173                             | 129                             | 136                             | 138                             |
| Capacité du réservoir (L)    |                                 |                                 |                                 |                                 |                                 |                                 |
| Masse à vide (kg)            |                                 |                                 |                                 |                                 |                                 |                                 |
| Norme environnementale       | Euro 6d Temp                    | Euro 6d Temp                    | Euro 6d Temp                    | Euro 6d Temp                    | Euro 6d Temp                    | Euro 6d Temp                    |

Phase 2
| Logo de Mercedes-Benz        | Essence                         | Essence                         | Essence                         | Essence                         | Diesel                          | Diesel                          | Diesel                          | Diesel                          |
| Logo de Mercedes-Benz        | GLB 180                         | GLB 200                         | GLB 250                         | GLB 35 AMG                      | GLB 180 d                       | GLB 200 d                       | GLB 200 d                       | GLB 220 d                       |
| ---------------------------- | ------------------------------- | ------------------------------- | ------------------------------- | ------------------------------- | ------------------------------- | ------------------------------- | ------------------------------- | ------------------------------- |
| Moteur                       | 4-cylindres en ligne essence    | 4-cylindres en ligne essence    | 4-cylindres en ligne essence    | 4-cylindres en ligne essence    | 4-cylindres en ligne diesel     | 4-cylindres en ligne diesel     | 4-cylindres en ligne diesel     | 4-cylindres en ligne diesel     |
| Admission                    | Turbocompressé                  | Turbocompressé                  | Turbocompressé                  | Turbocompressé                  | Turbocompressé                  | Turbocompressé                  | Turbocompressé                  | Turbocompressé                  |
| Cylindrée (cm3)              | 1 332                           | 1 332                           | 1 991                           | 1 991                           | 1 951                           | 1 951                           | 1 951                           | 1 951                           |
| Puissance maximale (ch) [kW] | 136                             | 163                             | 224                             | 306                             | 116                             | 150                             | 150                             | 190                             |
| au régime de (tr/min)        |                                 | 5 500                           | 5 800                           |                                 |                                 | 3 400                           | 3 400                           | 3 800                           |
| Couple maximal (N m)         |                                 | 270                             | 350                             | 400                             |                                 | 320                             | 320                             | 400                             |
| au régime de (tr/min)        |                                 | 1 620                           | 1 800                           | 4 000                           |                                 | 1 400                           | 1 400                           | 1 600                           |
| Boîte de vitesses            | Automatique 7 rapports (7G-DCT) | Automatique 8 rapports (8G-DCT) | Automatique 8 rapports (8G-DCT) | Automatique 8 rapports (8G-DCT) | Automatique 7 rapports (7G-DCT) | Automatique 8 rapports (8G-DCT) | Automatique 8 rapports (8G-DCT) | Automatique 8 rapports (8G-DCT) |
| Transmission                 | Traction                        | Traction                        | Intégrale                       | Intégrale                       | Traction                        | Traction                        | Intégrale                       | Intégrale                       |
| Vitesse maximale (km/h)      |                                 | 207                             | 236                             | 204                             |                                 | 201                             | 217                             |                                 |
| 0-100 km/h (s)               |                                 | 9,1                             | 6,9                             | 5,2                             |                                 | 9,0                             | 9,3                             | 7,6                             |
| Consommation (L/100 km)      |                                 | 6,0                             | 7,2                             | 9,0                             |                                 | 9,3                             | 7,6                             |                                 |
| Émissions de CO2 (g/km)      |                                 | 137                             | 165                             | 173                             | 129                             |                                 | 136                             | 138                             |
| Capacité du réservoir (L)    |                                 |                                 |                                 |                                 |                                 |                                 |                                 |                                 |
| Masse à vide (kg)            |                                 |                                 |                                 |                                 |                                 |                                 |                                 |                                 |
| Norme environnementale       | Euro 6d Temp                    | Euro 6d Temp                    | Euro 6d Temp                    | Euro 6d Temp                    | Euro 6d Temp                    | Euro 6d Temp                    | Euro 6d Temp                    | Euro 6d Temp                    |

## Concept-car
Le Mercedes-Benz GLB est préfiguré par le Mercedes-Benz GLB Concept présenté au salon de Shanghai en avril 2019 par Mercedes-Benz.
Le concept est motorisé par un 4-cylindres essence turbo de 224 ch et 350 N m, associé à une boîte à double embrayage à huit rapports et accouplé à une transmission intégrale 4MATIC.